# DK Welchman
Dorota Karolina Welchman z domu Kobiela (ur. 21 października 1978 w Bytomiu) – polska reżyserka, scenarzystka i producentka filmów animowanych.

## Życiorys
Ukończyła liceum plastyczne w Warszawie. Absolwentka Akademii Sztuk Pięknych w Warszawie. Otrzymała również czterokrotnie stypendium ministra kultury i sztuki za osiągnięcie w zakresie dziedziny rysunku i malarstwa. Reżyserka i scenarzystka takich filmów animowanych jak: Kochaj mnie, Przedbiegi, List, Serce na dłoni, Mały listonosz, Szkice Chopina. Za zrealizowany wspólnie z mężem, Hugh Welchmanem, pełnometrażowy film Twój Vincent (2017) otrzymała wiele nagród i wyróżnień, w tym nominację do Oscara i Złotego Globu. 
Z kolei kolejny film Welchmanów Chłopi został zgłoszony jako polski kandydat do Oscara w kategorii "najlepszy film nieanglojęzyczny", ale nie uzyskał nominacji.
Członkini Amerykańskiej Akademii Sztuki i Wiedzy Filmowej.
Jest jedną z bohaterek książki Jerzego Armaty Anima. Mistrzowie polskiej animacji (wyd. EGoFILM, Warszawa 2025).

## Nagrody i nominacje
- 2023: Doroczna Nagroda Ministra Kultury i Dziedzictwa Narodowego w kategorii Film[13]
- 2018: Nominacja Oscar w kategorii Najlepszy długometrażowy film animowany za film Twój Vincent (2017)[7][8]
- 2018: Nominacja BAFTA w kategorii Najlepszy film animowany za film Twój Vincent (2017)[7][8]
- 2018: Trzy Nominacje Orzeł w kategorii Najlepszy film za film Twój Vincent (2017), Najlepszy montaż za film Twój Vincent (2017), Odkrycie roku za film Twój Vincent (2017)[7][8]
- 2018: Nominacja Annie w kategorii Najlepsze indywidualne osiągnięcie: scenariusz za film Twój Vincent (2017)[7][8]
- 2018: Nominacja David di Donatello w kategorii Najlepszy film Unii Europejskiej za film Twój Vincent (2017)[7][8]
- 2017: Europejska Nagroda Filmowa w kategorii Najlepszy film animowany za film Twój Vincent (2017)[7][8]
- 2017: Nominacja Złote Lwy za Udział w konkursie głównym za film Twój Vincent (2017)[7][8]
- 2012: Wygrana Orzeł Hollywoodzki w kategorii Najlepszy film animowany za film Mały listonosz (2011)[7][8]
- 2012: Nominacja Grand OFF w kategorii	Najlepszy film animowany za film Mały listonosz (2011)[7][8]
- 2012: Nominacja Konkurs Polskich Filmów Krótkometrażowych za Udział w konkursie za film Szkice Chopina (2011)[7][8]
- 2011: Nominacja Złote Koziołki – Jury Międzynarodowe	 za udział w konkursie filmów aktorskich za film Mały listonosz (2011)[7][8]
- 2005: Nominacja Konkurs Polskich Filmów Dokumentalnych i Animowanych – Nagroda publiczności za udział w konkursie za film List (2004)[7][8]